# دانیلا ایراشکو-اشتیوتز
دانیلا ایراشکو-اشتیوتز (انگلیسی: Daniela Iraschko-Stolz؛ زادهٔ ۲۱ نوامبر ۱۹۸۳) اسکی‌باز پرش اهل اتریش است. وی از موفقترین ورزشکاران زن این رشته است که برنده مسابقات جهانی زنان در سال ۲۰۱۴/۱۵ شده‌است که ۱۲ بار قهرمان این مسابقات شده‌است. از سال ۲۰۰۳ تاکنون وی رکورد اسکی پرش را با پرش ۲۰۰ متری شکسته‌است که این رکورد هنوز شکسته نشده‌است.